# Dungeonland (jeu vidéo)
Dungeonland est un jeu vidéo de type hack 'n' slash développé par Critical Studio et édité par Paradox Interactive, sorti en 2013 sur Windows et Mac.

## Accueil
- Canard PC : 4/10[1]